# Trent Richardson
(en) Statistiques sur pro-football-reference
Trent Richardson (né le 10 juillet 1990 à Pensacola) est un joueur américain de football américain et de football canadien. Il évolue au poste de running back.

## Lycée
Richardson fait ses études à la Escambia High School de sa ville natale de Pensacola. Lors de l'ouverture de la saison 2007, il parcourt 407 yards contre la Tate High School. Il parcourt 1390 yards sur cette saison et inscrit treize touchdowns. Pour sa dernière saison lycéenne, il court 2090 yards sur 228 courses (moyenne de 9,1 yards par course) et inscrit vingt-cinq touchdowns. Lors d'un match contre la Milton High School, il parcourt 419 yards en vingt-neuf courses pour six touchdowns. Il sera nommé Joueur de l'année en division 5A de l'État de Floride.
Le site Rivals.com le classe cinq étoiles (rang le plus haut dans l'évaluation) et Scout.com en fait de même. Il est nommé second running back du pays au niveau universitaire par Rivals.com, juste derrière Bryce Brown. ESPN le classera premier au classement des running backs des États-Unis.

## Carrière

### Université
Il choisit d'intégrer l'université de l'Alabama, rejoignant l'équipe de l'entraîneur Nick Saban, refusant des propositions de bon nombre d'université comme Louisiane State ou encore les deux principales universités de Floride, l'université de Floride, et l'université d'État de Floride.
En 2009, pour sa première année universitaire, il profite du départ de Glen Coffee pour obtenir le poste de tailback, se la partageant avec Roy Upchurch et Mark Ingram, Jr.. Cette première année se conclut pour lui avec 145 courses pour 751 yards et huit touchdowns. Il se fait remarquer et est nommé dans l'équipe des freshman avec des joueurs comme Barrett Jones et Nico Johnson. Lors du BCS National Championship Game de 2010, il permet à son équipe de parcourir 109 yards et inscrit deux touchdowns dans un match que les Crimson Tide remportent.
Trent est nommé comme titulaire lors des deux premiers matchs de la saison après la blessure d'Ingram. Lors de la deuxième journée, contre l'université d'État de Pennsylvanie, il parcourt 144 yards en vingt-deux courses et un touchdown. Après le retour d'Ingram, il retourne sur le banc comme remplaçant. Néanmoins, ces apparitions sur le terrain impressionne, parcourant 700 yards en 112 courses sur la saison 2010 et inscrit six touchdowns.
L'année 2011 le voit nommer comme titulaire après le draft d'Ingram en NFL. Il parcourt plus de cent yards à neuf matchs de la saison et atteint le record de Shaun Alexander avec six matchs consécutifs à plus de cent yards. En sept matchs, il inscrit au moins de deux touchdowns. Lors du Iron Bowl 2011, il parcourt le plus grand nombre de yards sur un match de sa carrière en NCAA avec 203 yards. Il remporte par la même occasion le Doak Walker Award, récompensant le meilleur running back en NCAA, devenant le premier joueur de l'université à remporter ce titre. Néanmoins, il échoue dans sa quête du trophée Heisman, finissant à la troisième place des votes derrière les deux quarterbacks Robert Griffin III et Andrew Luck. Il remporte le BCS National Championship 2012 avec Alabama.

### Professionnelle
Trent Richardson est sélectionné au premier tour du Draft 2012 de la NFL par les Browns de Cleveland, au troisième choix. Il réalise une bonne première saison, devenant notamment le premier joueur rookie des Browns à courir pour 100 yards et inscrire un touchdown à la course et un à la réception en un seul match, et il termine avec 950 yards à la course et 11 touchdowns.
Malgré ces performances honorables, les Browns préfèrent s'en séparer dès le début de la saison 2013, et il est échangé aux Colts d'Indianapolis, qui viennent de perdre sur blessures leurs coureurs titulaires pour une grande partie de la saison à venir, contre le prochain 1er tour de draft de ces derniers.
Lors des séries éliminatoires de la NFL en 2015, il est suspendu pour le match de la finale de conférence contre les Patriots de la Nouvelle-Angleterre après avoir manqué un entraînement sans avoir prévenu l'équipe. Le 12 mars 2015, il est libéré par les Colts.
Cinq jours après sa libération par les Colts, il signe un contrat de 2 ans avec les Raiders d'Oakland. Il manque les premiers entraînements de l'équipe à cause d'une pneumonie et ne performe pas très bien durant la pré-saison, si bien qu'il est libéré avant le début de la saison.
Le 18 avril 2016, il signe avec les Ravens de Baltimore, mais est libéré le 2 août.
Après deux saisons sans jouer, il se tourne vers le football canadien et la LCF en signant avec les Roughriders de la Saskatchewan le 26 septembre 2017, bien qu'il eût initialement annoncé un mois plus tôt qu'il ne signerait pas avec l'équipe. Il a pris part à 4 parties durant la saison 2017.

## Palmarès
- All-American lycéen 2008 selon EA Sports, Parade et SuperPrep
- Joueur de l'année pour la division 5A de Floride 2008
- Équipe des freshman de la conférence SEC 2009
- Freshman de la deuxième journée et de la quatrième journée de la conférence SEC en 2009
- Champion de la conférence SEC 2009
- Vainqueur du BCS National Championship 2010 et 2012
- Co-joueur offensif de la deuxième journée de la conférence SEC 2010
- Joueur offensif de la conférence SEC 2011
- Troisième des votes au Trophée Heisman 2011
- Vainqueur du Doak Walker Award 2011
- Équipe All-American de l'année 2011